# Hugo Campagnaro
Hugo Armando Campagnaro (né le 27 juin 1980 à Córdoba en Argentine) est un ancien footballeur international argentin.

## Biographie

### Les débuts

#### Deportivo Moron et Piacenza
Hugo Campagnaro débute chez les jeunes du Club Deportivo Moron avant de rejoindre l'équipe première en 1998. Il jouera dans le club jusqu'en 2002, alignant 103 matches avec six buts à la clé. Au début de la saison 2002-2003, il signe chez les Italiens du Piacenza FC, alors en Serie A, sous les ordres d'Andrea Agostinelli. Il débute dans l'élite italienne le 22 septembre 2002, dans un match gagné 2-0 contre l'Udinese Calcio au Stadio Leonardo Garilli. Il marque son premier but le 27 avril 2003, gagné 5-1 contre le Pérouse Calcio. Il sera finalement l'auteur d'un doublé. L'équipe termine néanmoins à la 16e place et est donc reléguée en Serie B. Campagnaro aura joué 12 matchs et marqué deux buts. 
Il restera quatre saisons supplémentaires au Piacenza FC, toutes en Serie B, équipe dans laquelle Campagnaro est désormais un rouage essentiel. Les trois premières saisons se soldent par des places en milieu de tableau (8e, 10e, 11e), mais en 2006-2007, sous les ordres de Giuseppe Iachini, l'équipe termine à la 4e place, qualificative pour les play-off. Malheureusement pour le Piacenza FC, le SSC Naples et le Genoa CFC terminent avec tout juste 10 points d'avance sur Piacenza FC, ce qui leur permet de se qualifier sans passer par les play-off. Piacenza FC restera donc en Serie B. Campagnaro décide alors de signer en Serie A, à l'UC Sampdoria, le club de Gênes, où il signe un contrat de quatre ans à partir de la saison 2007-2008. Il aura totalisé 127 matches et 10 buts en championnat sous le maillot rouge et blanc.

### Sampdoria
Il fait ses premiers pas avec son nouveau club, sous les ordres de Walter Mazzarri, au deuxième tour préliminaire de la Coupe UEFA contre les Croates de l'Hajduk Split, où il donne même la victoire à son équipe (1-0, 1-1). L'équipe sera sortie au tour suivant par le club danois d'Aalborg BK. L'équipe a obtenu le renfort de deux joueurs expérimentés avec Antonio Cassano, en prêt du Real Madrid, et le retour de Vincenzo Montella, lui aussi en prêt de l'AS Roma. En championnat, l'équipe tourne bien et surprend tout le monde en étant encore en lice pour une place en Ligue des champions de l'UEFA à un mois de la fin du championnat avec l'AC Milan et l'AC Fiorentina. L'équipe terminera finalement 6e de la Serie A et se qualifie donc pour la Coupe UEFA : Campagnaro aura joué 22 matches sans marquer de buts.
La saison suivante sera nettement moins bonne en championnat : l'équipe obtient des résultats très moyen et terminera à la 13e place avec 46 points. En Coupe UEFA, l'UC Sampdoria élimine facilement les Lituaniens du FBK Kaunas 5-0 à l'aller et 2-1 au retour. L'équipe passera ensuite la phase de groupe en terminant 3e derrière le Royal Standard de Liège et le VfB Stuttgart. L'UC Sampdoria sera éliminée au tour suivant par les Ukrainiens du Metalist Kharkiv (0-1 et 0-2). Le fait d'armes de cette saison sera la finale de la coupe d'Italie, perdue aux tirs au but contre la SS Lazio. Campagnaro est titulaire et joue tout le match mais il sera celui qui manquera le tir au but décisif.

### Naples
À la fin de la saison, Campagnaro signe pour le SSC Naples après au total 38 matches et 1 but avec l'UC Sampdoria. Le 9 juillet 2009, il va définitivement quitter la Sampdoria pour rejoindre le SSC Naples pour 5 millions d'Euros et échangeant avec Daniele Mannini, qui lui, part pour Gênes. Il joue son premier match sous les couleurs azzurre le 16 août 2009 lors d'un match pour la Coupe d'Italie contre la Salernitana qui se termine sur le score de 3-0 pour les partenopei. Il marque son premier but avec Naples le 21 mars 2010 contre le Milan AC au Stadio San Paolo, le match se terminera sur le score de 1-1.
Lors de la saison 2009-2010, il est titulaire à presque tous les matchs et réalise une bonne saison en offrant à plusieurs reprises de bonnes prestations sur son côté défensif gauche, emplacement dans lequel il joue toujours. Dans le championnat successif, il est encore titulaire et réalise encore une bonne saison, le Napoli va terminer troisième et va donc participer directement à la Ligue des champions.

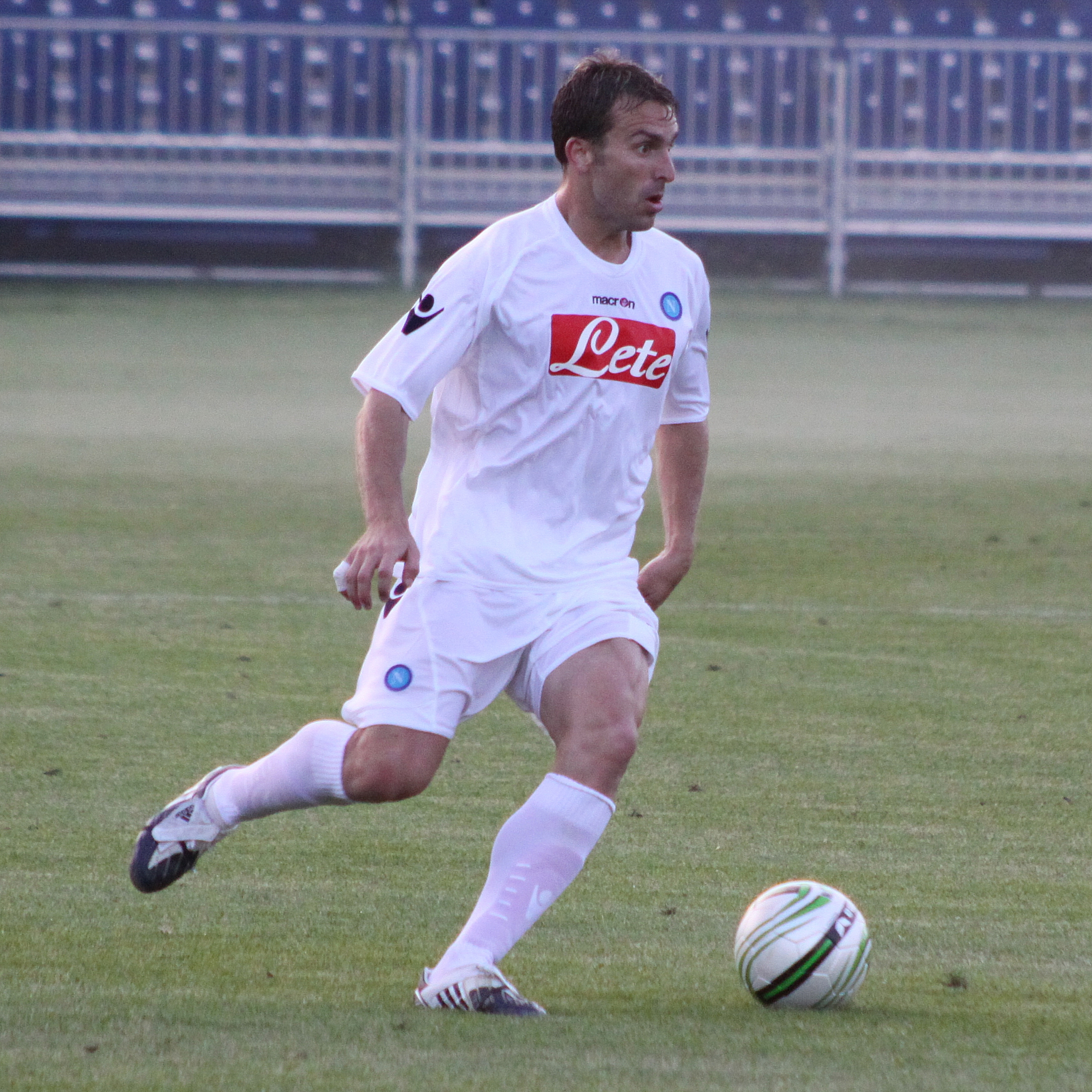
Campagnaro pendant une action lors d'un match amical.

### Extra-sportif
Le 9 juin 2011, Hugo Campagnaro provoque un accident de la route mortel en Argentine, causant la mort de deux policiers, ainsi que celle d'un de ses passagers. Il est inculpé pour homicide et libéré sous caution.

## Palmarès
- SSC Naples :
  - Vainqueur du Trophée Ciudad de Palma en 2011.
  -  Vainqueur de la Coupe d'Italie en 2012.